# سوزن (فیلم کوتاه)
سوزن یک فیلم کوتاه داستانی، ساخته آناهیتا قزوینی‌زاده است.
این فیلم در سال ۲۰۱۳، به بخش سینه فونداسیون جشنواره فیلم کن راه یافت و جایزه اول این جشنواره را به دست آورد.

## داستان فیلم
لیلی می‌خواهد گوشش را سوراخ کند. دعوایی بین پدر و مادرش درمی‌گیرد که مسیر داستان را عوض می‌کند…

## جوایز و نامزدی‌ها
- جایزه سینه فونداسیون جشنواره فیلم کن - ۲۰۱۳[۲]
- جایزه هوگوی نقره‌ای از جشنواره بین‌المللی فیلم شیکاگو - ۲۰۱۳[۳]
- جایزه بهترین فیلم و دیپلم افتخار بهترین فیلمنامه در شانزدهمین جشن بزرگ سینمای ایران - ۱۳۹۳[۴]